# 桔黄雀鹀
桔黄雀鹀（学名：Sicalis flaveola），又称橙黄雀鹀、藏红花雀，是南美洲的一种裸鼻雀，在亚马逊盆地周边的广大地区十分常见。它们在哥伦比亚、委内瑞拉北部、厄瓜多尔西部、秘鲁西部、巴西东部和南部、玻利维亚、巴拉圭、乌拉圭、阿根廷北部、特立尼达和多巴哥均有分布，还作为外来物种被引入到夏威夷、波多黎各和其他地区。虽然它们通常被认为是金丝雀的一种，但它们实际与金丝雀并无关系。之前桔黄雀鹀被认为属于鹀科，但事实上它们更接近于食籽雀科。

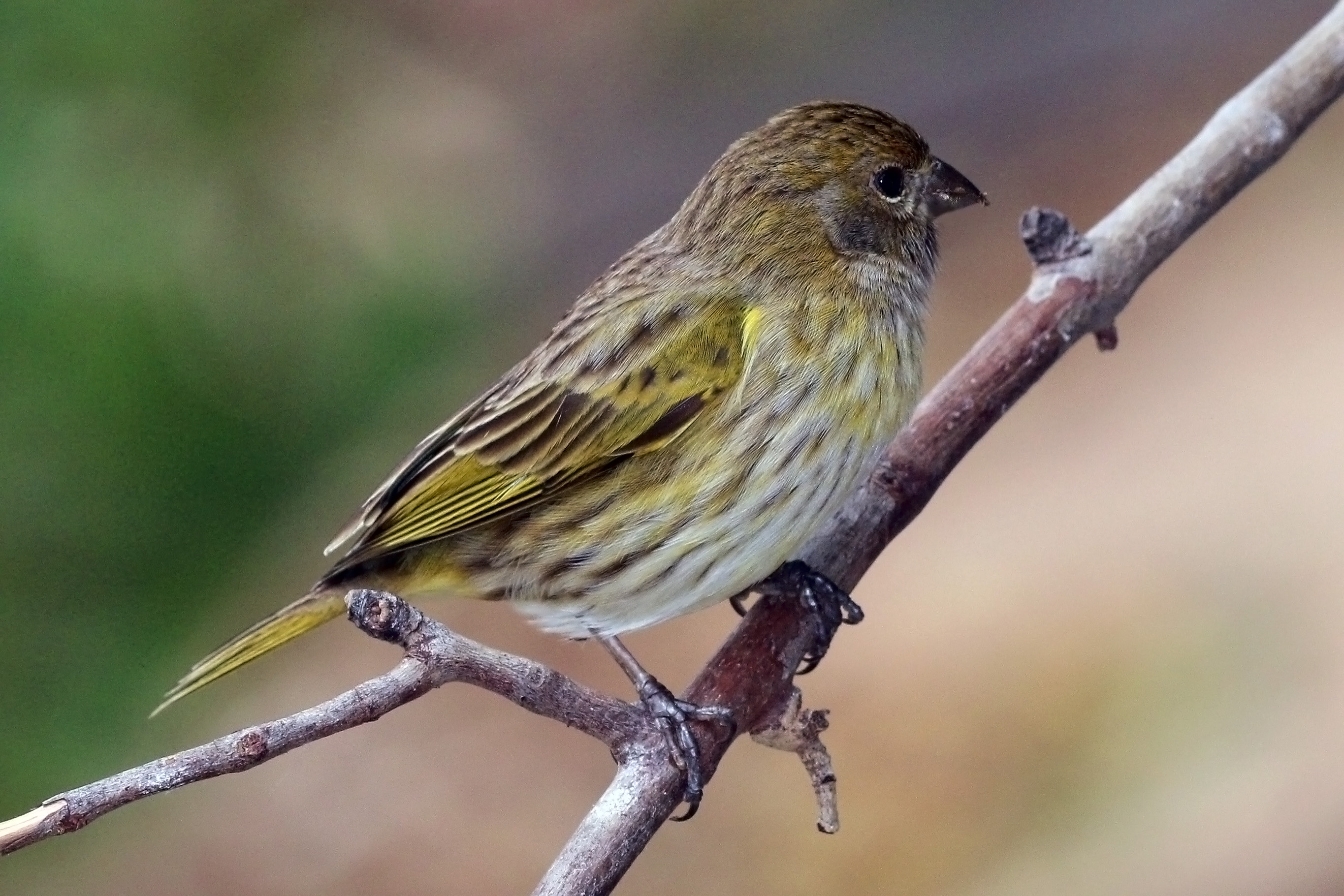
桔黄雀鹀幼鸟
摄于巴西潘塔纳尔湿地

桔黄雀鹀雄鸟的羽毛为亮黄色，有桔色的冠。这一点与其他黄色雀类不同（橙额黄雀鹀除外）。雄鸟和雌鸟之间容易混淆，单就外表来看，雌鸟通常只是雄鸟的一个颜色稍纯的版本。但在南方的亚种S. f. pelzelni中，雌鸟是橄榄色的，且有深色的条纹。
桔黄雀鹀通常在洞穴中筑巢，有时也会直接住进被遗弃的棕灶鸟（Furnarius rufus）巢穴，或是在竹枝、房子屋顶上筑巢-桔黄雀鹀很亲近人类，平时在城市的近郊区域能看到它们，它们还经常光顾喂鸟器。桔黄雀鹀的叫声悦耳动听，加上它们的外表，使得它们在许多地方被当做观赏鸟。雄鸟拥有多个配偶，在筑巢季节会为了争夺雌鸟与领地而与其他雄鸟搏斗。这使得桔黄雀鹀被用来进行见红消遣，两只雄鸟会被关在笼子里打斗。

## 脚注
1. ↑  . The IUCN Red List of Threatened Species 2012.   [26 November 2013].
2. ↑  Cf. José Felipe Monteiro Pereira, Aves e Pássaros comuns do Rio de Janeiro, Rio de Janeiro, Technical Books, 2008, ISBN 978-85-61368-00-5, page 134
3. ↑  Peters, Sharon. . USA Today. 9 March 2010  [26 April 2017]. （原始内容存档于2017-04-26）.